# إدوين موس واتسون
إدوين موس واتسون (بالإنجليزية: Edwin Moss Watson)‏ هو كاتب أمريكي، ولد في 1867، وتوفي في 1937.